# Лешно (Молодечненський район)
Лешно (біл. вёска Лешна) — село в складі Молодечненського району Мінської області, Білорусь. Село підпорядковане Тюрлівській сільській раді, розташоване в західній частині області.